# Samerberg
Samerberg är en kommun i Landkreis Rosenheim i Regierungsbezirk Oberbayern i förbundslandet Bayern i Tyskland.  Samerberg, som är beläget i Oberbayern, har cirka 2 900 invånare år 2012.
Kommunen bildades 1 januari 1970 genom en sammanslagning av kommunerna Grainbach, Roßholzen, Steinkirchen och Törwang.